# Bobby Darin

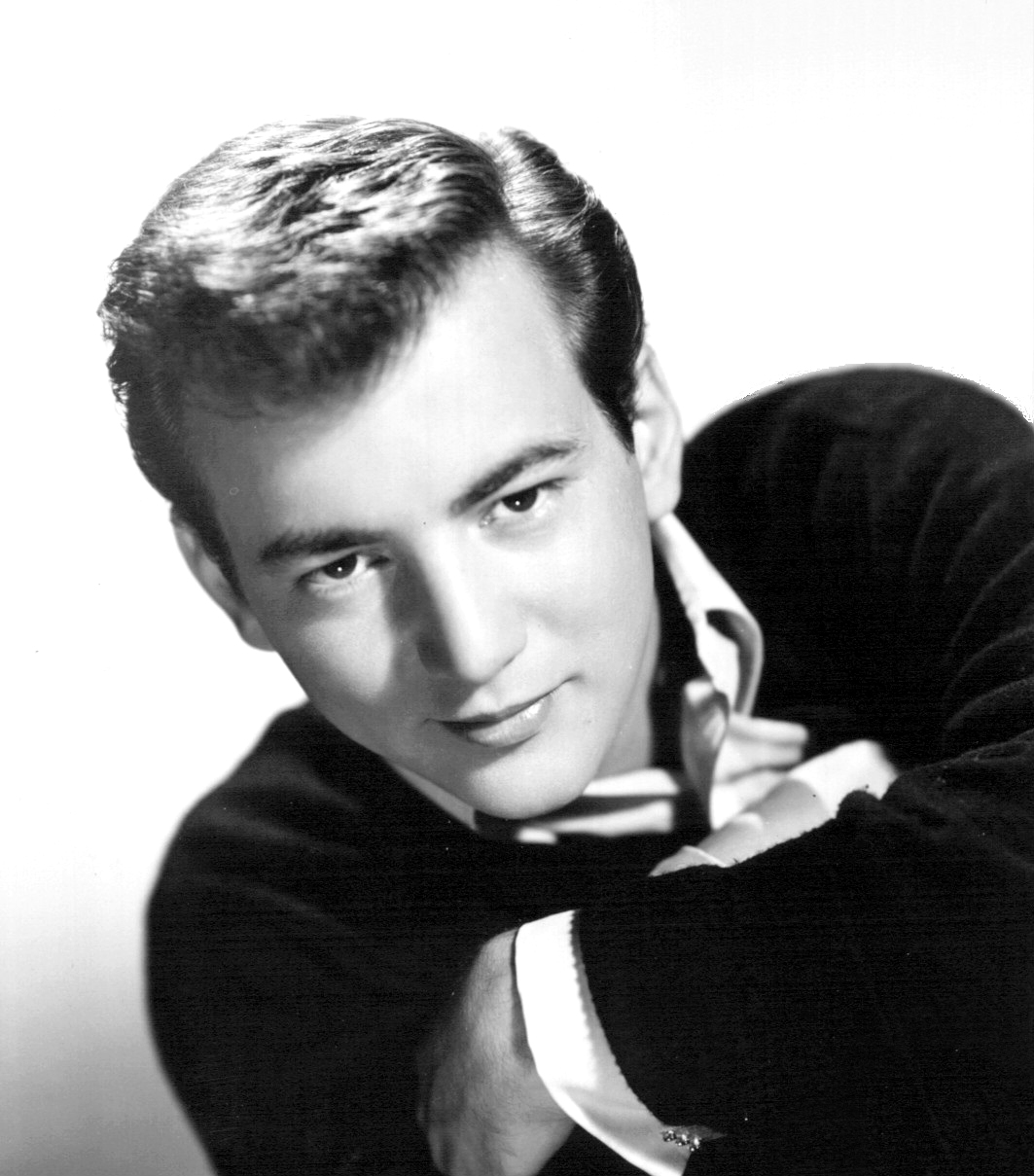
Bobby Darin (1959)

Bobby Darin (* 14. Mai 1936 in East Harlem, New York; † 20. Dezember 1973 in Los Angeles, Kalifornien; bürgerlich Walden Robert Cassotto) war ein US-amerikanischer Allroundmusiker (Rock, Swing, Folk, Protest), Entertainer und Schauspieler.

## Leben
Sein Vater verließ seine damals 17-jährige Mutter wenige Monate vor Bobbys Geburt. Lange glaubte Darin, seine Großmutter wäre seine Mutter, und erst mit dreißig Jahren erfuhr er, dass seine vermeintliche Schwester seine tatsächliche Mutter war. Den Namen seines Vaters soll er nie erfahren haben, da seine Mutter sich angeblich weigerte, mit ihm darüber zu reden. Die Großmutter, eine ehemalige Varietésängerin, förderte das sich schon früh regende Gesangstalent ihres Enkels. Bis zum zwölften Lebensjahr hatte Bobby Darin jedoch mit rheumatischem Fieber und anderen schweren Erkrankungen zu kämpfen. Sein Leben lang musste er mit einem geschwächten Herzen zurechtkommen. Trotzdem zählte er zu den eifrigsten Studenten an der Bronx High School of Science, wo er sich auch an mehreren Musikinstrumenten ausbilden ließ und seine erste Band gründete. Das Wissenschaftscollege verließ er wieder nach einem Jahr, denn es zog ihn mit aller Macht zur Bühne. Noch konnte er sich nicht recht entscheiden, ob er Schauspieler oder Sänger werden sollte. Er probierte es mit Vorsprechen bei verschiedenen Bühnenshows und nervte Musikverleger mit eigenen Kompositionen. In dieser Zeit legte er sich auch seinen Künstlernamen zu. Er nahm das Telefonbuch und tippte blind auf einen beliebigen Namen – Darin. Eine andere Geschichte besagt, dass er vor einem chinesischen Restaurant stand. Die Leuchtschrift am Eingang war defekt, von dem Wort „Mandarin“ leuchteten nur die letzten fünf Buchstaben auf.
Bobby Darins Einstieg in das Musikgeschäft vollzog sich in der Mitte der 1950er Jahre, als er in New Yorker Kaffeebars musizierte. Seiner Freundschaft mit einem Plattenproduzenten entsprang die erste Single-Veröffentlichung My First Love; ein Zusammentreffen mit dem Manager von Connie Francis, George Scheck, verhalf Darin zu einem Aufsehen erregenden Auftritt in der Tommy-Dorsey-Show und einem anschließenden Plattenvertrag bei der Schallplattenfirma Decca. Dem erfolglosen Einstieg 1956 mit der Coverversion des Lonnie-Donegan-Titels Rock Island Line und weiteren wenig beachteten Platten folgte 1958 mit Splish Splash der erste große Erfolg. Darins ungewöhnliche Stimme verhalf dem Stück, das er selbst innerhalb einer halben Stunde komponiert hatte, weltweit zu guten Hitparadennotierungen. Zu dieser Zeit waren die „Ding Dongs“ die Begleitband von Darin. Über ihren Namen entstand ein Streit zwischen den Plattenfirmen Brunswick und ATCO, der zu dem Ergebnis führte, dass sich die Band in „Rinky Dinks“ umbenannte und Darin einen neuen Vertrag bei Atco Records unterschrieb. Der in dieser Zeit produzierte Titel Early in the Morning wurde sowohl bei Brunswick als auch bei Atco veröffentlicht.
Mit dem Millionenseller Queen of the Hop, der im Herbst 1958 erschien, begann Darins erfolgreichste Phase, in der er innerhalb von zwei Jahren vier Top-10-Titel herausbrachte, darunter die Nummer-1-Hits Dream Lover (in Großbritannien) und Mack the Knife. Pikanterweise hatte Darins Manager Dick Clark davon abgeraten, diesen Song aus der Dreigroschenoper aufzunehmen, da die Fans von Darin an den Rocksound gewöhnt wären. Doch dieser Titel, der Platte des Jahres wurde und den Grammy erhielt, verhalf Darin zum Image eines seriösen Sängers und man stellte ihn auf eine Stufe mit Frank Sinatra. Mit den nachfolgenden Titeln Beyond the Sea (nach La mer / Charles Trenet) (Text von Jack Lawrence) und Clementine setzte er diesen Stil erfolgreich fort.
Von Beginn der 1960er Jahre an wandte sich Darin auch der Schauspielerei zu und erhielt viel Anerkennung für seine Rollen mit vier Golden-Globe- und einer Oscarnominierung, so zum Beispiel in dem Film Come September (dt. Titel: Happy-End im September), bei dessen Dreharbeiten Darin auch seine spätere Frau Sandra Dee kennenlernte. Für die Nebenrolle in dem Film Captain Newman wurde er für den Oscar und den Golden Globe nominiert. Insgesamt spielte Darin in dreizehn Filmen mit, für zwei Filme komponierte er die Filmmusik und schrieb fünf Titelsongs mit einer Golden-Globe-Nominierung (That Funny Feeling, 1966). Im Musikgeschäft machte er mit den lyrischen Titeln Multiplication und Things weiter auf sich aufmerksam. 1963 befand sich Darin tatsächlich in den Fußstapfen von Frank Sinatra. Nach dessen Weggang von der Plattenfirma Capitol nahm Darin dort seine Stelle als Superstar ein. Bis auf You’re the Reason I’m Living auf Platz drei blieben aber die großen Hits wie in den vergangenen Zeiten aus.

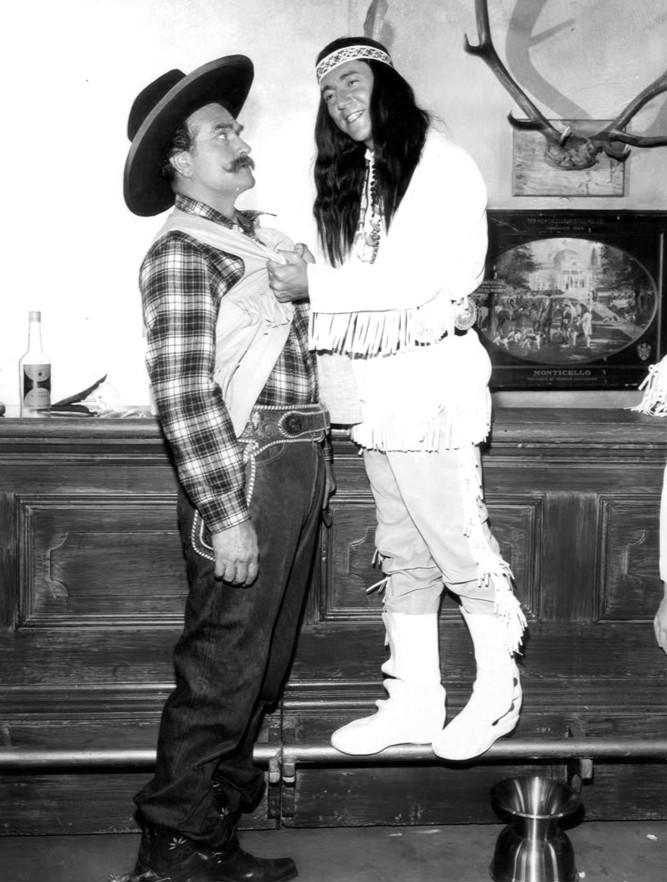
Bobby Darin (rechts) mit Red Skelton (1965)

Mit Beginn der Beat-Ära verschwand Darin zunächst ganz aus den Hitlisten, aber die seit 1965 aufkommende Sympathie für den Folkrock brachte ihm eine neue Chance. Mit dem Song If I Were a Carpenter kehrte Darin als Protestsänger in die Öffentlichkeit zurück. Mit seinem Stilwechsel demonstrierte er eindrucksvoll seine Wandlungsfähigkeit. Als gutes Beispiel für seine neue poetische und politische Ausrichtung mag das in dieser Zeit veröffentlichte Album Born Walden Robert Cassotto gelten. Sein Song Simple song of freedom galt als geheime Hymne der 68er-Generation. Die Jahre 1967 und 1968 brachten Darin schwere persönliche Rückschläge. Nach sieben Jahren Dauer wurde seine Ehe geschieden, was gleichzeitig die Trennung von seinem Sohn bedeutete. Tief traf ihn auch die Ermordung von Robert F. Kennedy, dessen Wahlkampf er mit unterstützt hatte. Darin verfiel in eine monatelange Depression.
Zum Ende der 1960er Jahre konzentrierte sich Darin auf die Verfolgung seiner geschäftlichen Interessen als Musikverleger und Musikproduzent. Nach außen hin wurde er nur durch gelegentliche Fernsehauftritte wahrgenommen, feierte aber 1970 noch einmal Triumphe mit einer Las-Vegas-Show.
Seine wohl größte Begabung lag im Entertainment. In der Kombination Sänger, Songwriter, Instrumentalmusiker, Tänzer, Komödiant und Stimmenimitator fand er einen intensiven Zugang zum Publikum. Diese Beziehung zum Publikum war ihm sehr wichtig.

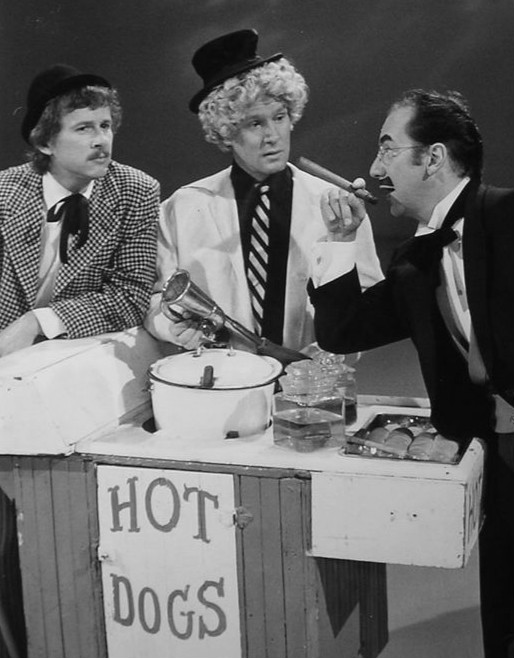
Bobby Darin (rechts) als Groucho Marx mit Dick Smothers als Chico und Tom Smothers als Harpo, 1972

Wegen einer Herzerkrankung musste er sich mehreren Operationen unterziehen, verstarb aber am 20. Dezember 1973 im „Hollywood’s Cedars of Lebanon Hospital“ an den Folgen einer verschleppten Blutvergiftung im Alter von 37 Jahren. Sein Leichnam wurde auf seinen Wunsch hin dem UCLA-Forschungszentrum überlassen.
Darins Tod tat seiner Popularität keinerlei Abbruch, und so wurde er im Jahre 1990 in die „Rock and Roll Hall of Fame“ aufgenommen. Seine Erfolge als Komponist wurden im Juni 1999 zum Anlass genommen, Darin auch in die „Songwriters Hall of Fame“ aufzunehmen. Bei der Verleihung der Grammy Awards 2010 wurde Bobby Darin posthum mit dem Lifetime Achievement Award für sein Lebenswerk ausgezeichnet.
Der Film Beyond the Sea – Musik war sein Leben aus dem Jahr 2004 erzählt die Geschichte Bobby Darins (dargestellt von Kevin Spacey).

## Diskografie

### Alben
| Jahr | Titel Musiklabel Katalog-Nr.                                 | Höchstplatzierung, Gesamtwochen, AuszeichnungChartplatzierungen (Jahr, Titel, Musiklabel Katalog-Nr., Platzierungen, Wochen, Auszeichnungen, Anmerkungen) | Höchstplatzierung, Gesamtwochen, AuszeichnungChartplatzierungen (Jahr, Titel, Musiklabel Katalog-Nr., Platzierungen, Wochen, Auszeichnungen, Anmerkungen) | Anmerkungen |
| Jahr | Titel Musiklabel Katalog-Nr.                                 | UK | US | Anmerkungen |
| ---- | ------------------------------------------------------------ | --- | --- | ----------- |
| 1959 | That’s All Atco 33-104 / SD 33–104                           | UK15 (1 Wo.)UK | US7 (52 Wo.)US |             |
| 1960 | This Is Darin Atco 33-115 / SD 33–115                        | UK4 (9 Wo.)UK | US6 (29 Wo.)US |             |
| 1960 | Darin At The Copa Atco 33-122 / SD 33–122                    | — | US9 (38 Wo.)US |             |
| 1961 | Bobby Darin Story                                            | — | US18 (42 Wo.)US |             |
| 1961 | Love Swings Atco 33-134 / SD 33–134                          | — | US92 (10 Wo.)US |             |
| 1962 | Twist With Bobby Darin Atco 33-138 / SD 33–138               | — | US48 (31 Wo.)US |             |
| 1962 | Bobby Darin Sings Ray Charles Atco 33-140 / SD 33–140        | — | US96 (11 Wo.)US |             |
| 1962 | Things And Other Things Atco 33-146 / SD 33–146              | — | US45 (10 Wo.)US |             |
| 1962 | Oh! Look At Me Now Capitol T 1791 / ST 1791                  | — | US100 (6 Wo.)US |             |
| 1963 | You’re The Reason I’m Living Capitol T 1866 / ST 1866        | — | US43 (15 Wo.)US |             |
| 1963 | Eighteen Yellow Roses Capitol T 1942 / ST 1942               | — | US98 (5 Wo.)US |             |
| 1965 | From Hello Dolly To Goodbye Charlie Capitol T 2194 / ST 2194 | — | US107 (8 Wo.)US |             |
| 1965 | Venice Blue Capitol T 2322 / ST 2322                         | — | US132 (4 Wo.)US |             |
| 1967 | If I Were A Carpenter Atlantic 8135 / SD 8135                | — | US142 (5 Wo.)US |             |
| 1985 | The Legend Of Bobby Darin                                    | UK39 (6 Wo.)UK | — |             |
| 2004 | Beyond The Sea – The Very Best Of                            | UK26 (8 Wo.)UK | — |             |
| 2006 | The Very Best Of                                             | UK86 Silber · (1 Wo.)UK | — |             |

### Singles
| Jahr | Titel Album                                                | Höchstplatzierung, Gesamtwochen, AuszeichnungChartplatzierungen (Jahr, Titel, Album, Platzierungen, Wochen, Auszeichnungen, Anmerkungen) | Höchstplatzierung, Gesamtwochen, AuszeichnungChartplatzierungen (Jahr, Titel, Album, Platzierungen, Wochen, Auszeichnungen, Anmerkungen) | Höchstplatzierung, Gesamtwochen, AuszeichnungChartplatzierungen (Jahr, Titel, Album, Platzierungen, Wochen, Auszeichnungen, Anmerkungen) | Anmerkungen                          |
| Jahr | Titel Album                                                | DE | UK | US | Anmerkungen                          |
| ---- | ---------------------------------------------------------- | --- | --- | --- | ------------------------------------ |
| 1958 | Splish Splash Bobby Darin                                  | — | UK18 (7 Wo.)UK | US3 (8 Wo.)US | Erstveröffentlichung: Juni 1958      |
| 1958 | Queen Of The Hop The Bobby Darin Story                     | — | UK24 (2 Wo.)UK | US9 (19 Wo.)US | Erstveröffentlichung: September 1958 |
| 1959 | Plain Jane The Bobby Darin Story                           | — | — | US38 (9 Wo.)US |                                      |
| 1959 | Dream Lover The Bobby Darin Story                          | — | UK1 Silber · (19 Wo.)UK | US2 (17 Wo.)US | Erstveröffentlichung: April 1959     |
| 1959 | Mack The Knife That’s All                                  | DE31 (20 Wo.)DE | UK1 Silber · (18 Wo.)UK | US1 Platin · (26 Wo.)US | Erstveröffentlichung: August 1959    |
| 1960 | La Mer (Beyond The Sea) That’s All                         | — | UK8 Silber · (13 Wo.)UK | US6 (14 Wo.)US | Erstveröffentlichung: Januar 1960    |
| 1960 | Clementine This Is Darin                                   | — | UK8 (12 Wo.)UK | US21 (9 Wo.)US | Erstveröffentlichung: April 1960     |
| 1960 | (Won’t You Come Home) Bill Bailey The Bobby Darin Story    | — | — | US19 (11 Wo.)US | Erstveröffentlichung: Mai 1960       |
| 1960 | I’ll Be There –                                            | — | — | US79 (2 Wo.)US |                                      |
| 1960 | Bill Bailey –                                              | — | UK34 (2 Wo.)UK | — |                                      |
| 1960 | Artificial Flowers The Bobby Darin Story                   | — | — | US20 (12 Wo.)US | Erstveröffentlichung: September 1960 |
| 1960 | Beachcomber Things and Other Things                        | — | — | US100 (1 Wo.)US |                                      |
| 1960 | Somebody To Love For Teenagers Only                        | — | — | US45 (9 Wo.)US |                                      |
| 1960 | Child Of God –                                             | — | — | US95 (1 Wo.)US |                                      |
| 1960 | Christmas Auld Lang Syne The 25th Day of December          | — | — | US51 (3 Wo.)US |                                      |
| 1961 | Lazy River The Bobby Darin Story                           | — | UK2 (13 Wo.)UK | US14 (10 Wo.)US | Erstveröffentlichung: Januar 1961    |
| 1961 | Nature Boy Things and Other Things                         | — | UK24 (7 Wo.)UK | US40 (6 Wo.)US |                                      |
| 1961 | You Must Have Been A Beautiful Baby Twist with Bobby Darin | — | UK10 (11 Wo.)UK | US5 (11 Wo.)US | Erstveröffentlichung: August 1961    |
| 1961 | Come September –                                           | — | UK10 (11 Wo.)UK | — |                                      |
| 1961 | Irresistible You Twist with Bobby Darin                    | — | — | US15 (13 Wo.)US | Erstveröffentlichung: Dezember 1961  |
| 1962 | Multiplication Twist with Bobby Darin                      | — | UK5 (13 Wo.)UK | US30 (10 Wo.)US | Erstveröffentlichung: Januar 1962    |
| 1962 | What’d I Say (Part I) Bobby Darin Sings Ray Charles        | — | — | US24 (8 Wo.)US |                                      |
| 1962 | Things Things and Other Things                             | — | UK2 (17 Wo.)UK | US3 (12 Wo.)US | Erstveröffentlichung: Juni 1962      |
| 1962 | If A Man Answers –                                         | — | UK24 (6 Wo.)UK | US32 (8 Wo.)US |                                      |
| 1962 | Babyface –                                                 | — | UK40 (4 Wo.)UK | US42 (7 Wo.)US |                                      |
| 1962 | I Found A New Baby Winners                                 | — | — | US90 (1 Wo.)US |                                      |
| 1963 | You’re The Reason I’m Living You’re the Reason I’m Living  | — | — | US3 (14 Wo.)US | Erstveröffentlichung: Januar 1963    |
| 1963 | Eighteen Yellow Roses                                      | — | UK37 (4 Wo.)UK | US10 (10 Wo.)US | April 1963                           |
| 1963 | Treat My Body Good –                                       | — | — | US43 (9 Wo.)US |                                      |
| 1963 | Be Mad Little Girl –                                       | — | — | US64 (7 Wo.)US |                                      |
| 1964 | I Wonder Who’s Kissing Her Now –                           | — | — | US93 (3 Wo.)US |                                      |
| 1964 | Milord Winners                                             | — | — | US45 (9 Wo.)US |                                      |
| 1964 | The Things In This House –                                 | — | — | US86 (3 Wo.)US |                                      |
| 1965 | Hello, Dolly! Hello Dolly to Goodbye Charlie               | — | — | US79 (3 Wo.)US |                                      |
| 1966 | If I Were a Carpenter                                      | — | UK9 (12 Wo.)UK | US8 (11 Wo.)US | Erstveröffentlichung: September 1966 |
| 1966 | Mame In a Broadway Bag                                     | — | — | US53 (7 Wo.)US |                                      |
| 1966 | The Girl That Stood Beside Me If I Were a Carpenter        | — | — | US66 (5 Wo.)US |                                      |
| 1967 | Lovin’ You If I Were a Carpenter                           | — | — | US32 (8 Wo.)US |                                      |
| 1967 | The Lady Came From Baltimore Inside Out                    | — | — | US62 (5 Wo.)US |                                      |
| 1967 | Darling Be Home Soon Inside Out                            | — | — | US93 (2 Wo.)US |                                      |
| 1969 | Long Line Rider Bobby Darin Born Walden Robert Cassotto    | — | — | US79 (3 Wo.)US |                                      |
| 1973 | Happy Darin: 1936–1973                                     | — | — | US67 (8 Wo.)US |                                      |
| 1979 | Dream Lover / Mack The Knife –                             | — | UK64 (1 Wo.)UK | — |                                      |

## Auszeichnungen für Musikverkäufe
| Goldene Schallplatte - Australien - 2010: für das Album Greatest Hits |

Anmerkung: Auszeichnungen in Ländern aus den Charttabellen bzw. Chartboxen sind in ebendiesen zu finden.
| Land/RegionAuszeichnungen für Musikverkäufe (Land/Region, Auszeichnungen, Verkäufe, Quellen) | Silber     | Gold  | Platin  | Verkäufe  | Quellen     |
| -------------------------------------------------------------------------------------------- | ---------- | ----- | ------- | --------- | ----------- |
| Australien (ARIA)                                                                            | —          | Gold1 | —       | 35.000    | aria.com.au |
| Vereinigte Staaten (RIAA)                                                                    | —          | —     | Platin1 | 1.000.000 | riaa.com    |
| Vereinigtes Königreich (BPI)                                                                 | 4× Silber4 | —     | —       | 660.000   | bpi.co.uk   |
| Insgesamt                                                                                    | 4× Silber4 | Gold1 | Platin1 |           |             |

## Filmografie (Auswahl)

### Als Schauspieler
- 1959: Schatten (Shadows)
- 1960: Die Dame und der Killer (Heller in Pink Tights)
- 1961: Happy End im September (Come September)
- 1961: Die ins Gras beißen (Hell Is for Heroes)
- 1962: Texas-Show (State Fair)
- 1962: … gefrühstückt wird zu Hause (If a Man Answers)
- 1962: Die Sprache der Gewalt (Pressure Point) Golden-Globe-Nominierung als bester Darsteller
- 1963: Captain Newman (Captain Newman, M.D.) Golden-Globe- und Oscar-Nominierung als bester Nebendarsteller
- 1965: Das Schlafzimmer ist nebenan (That Funny Feeling) Golden-Globe-Nominierung für den besten Song
- 1967: Der Sheriff schießt zurück (Gunfight in Abilene)
- 1967: Der Fremde im Haus (Stranger in the House)
- 1969: Happy End für eine Ehe (The Happy Ending)
- 1973: Schönen Muttertag – Dein George (Happy Morther’s Day, Love George)

### Als Komponist, Interpret und Songwriter
- 1960: Je länger, je lieber (Tall Story)
- 1961: Happy End im September (Come September)
- 1962: Texas-Show (State Fair)
- 1962: … gefrühstückt wird zu Hause (If a Man Answers)
- 1964: Ein tollkühner Draufgänger (The Lively Set)
- 1965: Das Schlafzimmer ist nebenan (That Funny Feeling)
- 1965: Alles für die Katz (That Darn Cat!)
- 1967: Der Sheriff schießt zurück (Gunfight in Abilene)

### Songs und Musikstücke nach seinem Tod
- 1982: American Diner (Diner)
- 1984: Eis am Stiel 5 – Die große Liebe (Roman Za'ir)
- 1987: Eis am Stiel VII – Verliebte Jungs (Ahava Tzeira)
- 1988: Johnny be Good
- 1996: Swingers
- 1997: Tango gefällig? (Out to Sea)
- 1997: Cop Land
- 1998: Out of Sight
- 1999: American Beauty
- 2000: Was Frauen wollen (What Women want)
- 2001: Sweet November
- 2003: Es bleibt in der Familie (It Runs in the Family)
- 2004: Beyond the Sea – Musik war sein Leben (Beyond the Sea)
- 2005: Das schnelle Geld (Two for the Money)
- 2007: Die Geschwister Savage (The Savages)

## Musicals
In zwei Musicals wird die Lebensgeschichte von Bobby Darin mit dessen größten Songs dargestellt:
- Dream Lover: The Bobby Darin Musical
Uraufführung am 23. September 2016 im Sydney Lyric Theatre in Australien
Buch: Frank Howson, Simon Phillips und Carolyn Burns
- Just in Time
Uraufführung am 23. April 2025 im Circle in the Square Theatre am New Yorker Broadway
Buch: Warren Leight und Isaac Oliver
In diesem Musical spielt Darsteller Jonathan Groff zunächst sich selbst; danach springt die Handlung in die Vergangenheit zu Bobby Darin.